# Ghiacciaio Lashly
Il ghiacciaio Lashly è un ghiacciaio lungo circa 22 km situato nella regione centrale della Terra di Oates, in Antartide. Il ghiacciaio, il cui punto più alto si trova a circa 2150 m s.l.m., si trova in particolare nell'area sud-occidentale delle valli secche di McMurdo, dove fluisce verso sud, scorrendo tra i monti Lashly, a ovest, e i monti Quartermain, a est, fino a terminare il suo corso all'interno di un nevaio in corrispondenza del passo chiamato The Portal, che divide i monti Lashly dal monte Portal.

## Storia
Il ghiacciaio Lashly è stato mappato dai membri della spedizione Terra Nova, condotta dal 1910 al 1913 e comandata dal capitano Robert Falcon Scott, ma così battezzato solo in seguito dai membri del reparto neozelandese della spedizione Fuchs-Hillary, condotta dal 1955 al 1958, in associazione con i vicini monti Lashly, a loro volta così chiamate all'inizio del 1900 in onore di William Lashly, uno dei membri della spedizione Discovery, condotta dal 1904 al 1907 e anch'essa al comando di Scott, e della spedizione Terra Nova.